# Hervé Tum
Hervé Germain Tum (Douala, 15 februari 1979) is een voormalig Kameroens voetballer die speelde voor onder meer Genclerbirligi. In het seizoen 2012-2013 speelde Tum voor Elazigspor.

## Erelijst
FC Basel
- Zwitsers landskampioen

2002, 2004
- Zwitserse beker

2002, 2003